# 松浦健二
松浦 健二（まつうら けんじ、1974年 - ）は、日本の昆虫学者。京都大学大学院農学研究科教授。専門は、昆虫生態学、社会生物学、応用昆虫学。「昆虫における多様な繁殖戦略と社会行動の進化」を研究テーマに多くの研究成果を上げていて、その中でも顕著な業績は国内の新聞等はもとより、海外の科学雑誌記事（Newsweek, Smithonian Science-Nature,Discovermagazine, Nature, Science等）でも紹介されている。

## 経歴
1974年 岡山県岡山市生まれ。1998年 京都大学農学部農林生物学科卒業、2000年 同大学 農学研究科 応用生物科学専攻修士課程修了、2002年 同大学大学院農学研究科博士課程修了、博士(農学)。2002年 - 2003年 日本学術振興会特別研究員、2002年 - 2004年 ハーバード大学 博士研究員、2004年 岡山大学大学院自然科学研究科 助手、2005年 同大学大学院環境学研究科 助手、2008年 同大学大学院環境学研究科 准教授、2012年 京都大学大学院農学研究科 教授。

## 受賞歴（主なもの）
2004年 第８回日本生態学会宮地賞、2005年 第４回日本農学進歩賞、2008年 文部科学大臣表彰若手科学者賞、2011年 日本学士院学術奨励賞、2011年 日本学術振興会賞、2011年 日本動物行動学会賞、2016年 日本生態学会 Ecological Research Paper Award、2019年 日本応用動物昆虫学会賞。

## 特許
- 特開US9693546 B2 : Termite extermination method and termite extermination device
- 特開WO2011059054 : シロアリの卵の揮発性コーリングフェロモンおよび女王フェロモンを利用した駆除技術　（日室千尋, 横井智之と共同）

## 著書
単著
- シロアリ－女王様、その手がありましたか．岩波書店　2013/02/06

共著
- 昆虫生態学．藤崎憲治・大串隆之・宮竹貴久・松村正哉　朝倉書店　2014/03

共著（分担執筆）
- シリーズ現代の生態学５　行動生態学．日本生態学会 編　共立出版　2012/06/22
- Biology of termites: A modern synthesis. Bignell, David Edward, Roisin, Yves, Lo, Nathan (Eds.) Springer　2011/12

共編著
- シロアリの事典．吉村剛・板倉修司・岩田隆太郎・大村和香子・杉尾幸司・竹松葉子・徳田岳・松浦健二・三浦徹 編　海青社　2012/12/01